# Elisa
Elisa Toffoli, művésznevén Elisa (Monfalcone, 1977. december 19. –) olasz énekesnő. Legtöbbször angol nyelven énekel, de vannak olasz dalai is. Zenei stílusai általában rock, blues és soul. Jellegzetes, hogy fejhangon énekel.

## Élete
Monfalconében született (Északkelet-Olaszország) 1977-ben, már gyermekkora óta rajongott a művészetekért: táncolt, festett és történeteket írt. Első dalát már 11 évesen megírta, majd 15 évesen szerepelt egy televíziós karaoke műsorban. 1997-ben adta ki első albumát Pipes & Flowers címmel, amiről 4 kislemezt másoltak ki: a "Sleeping in Your Hand"-et, a "Labyrinth"-et, az "A Feast for Me"-t és a "Mr. Want"-ot. 1998-ban részt vett az Imolában megrendezett Heineken Jammin' Festivalon, vendég volt Eros Ramazzotti európai turnéján.
2000 májusában adta ki második lemezét, Asile's World címmel, amelynek producerei: Darren Allison, Howie B, Roberto Venetti, Mauro Malavasi és Leo Z. voltak. Az album kislemezei: "Gift", "Happiness is Home" és a címadó dal remixe (Asile's World). 
2001-ben részt vett a Sanremói Dalfesztiválon a Luce (Fény) című dalával, amivel megnyerte a fesztivált, a győzelem hozta el számára az áttörést. Győzelmével maga mögé utasított olyan, akkor már ismert énekeseket, mint Giorgia, Paola Turci vagy az akkor népszerű Matia Bazar együttes. 
Azóta 7 albumot adott ki, a legújabbat 2007-ben. 2006-ban duettet énekelt Tina Turnerrel "Teach Me Again" című dallal. A 2006-os téli olimpiai játékok záró ceremóniáján pedig előadta Luce című dalát.

## Albumai
- Pipes & Flowers - 1997
- Asile's World - 2000
- The Comes the Sun - 2001
- Elisa - 2002
- Lotus - 2003
- Pearl Days - 2004
- Soundtrack '96-'06 - 2006
- Caterpillar - 2007
- Heart - 2009
- Ivy - 2010
- L'anima vola - 2013
- On - 2016